# Міріам Рот
Міріам Рот (івр. מרים רות; 16 січня 1910 року, Ершекуйвар, Австро-Угорщина — 13 листопада 2005 року, Шаар ГаҐолан, Ізраїль) — першопроходиця ізраїльської дошкільної освіти, авторка та дослідниця дитячої літератури, вихователька дитячого садка й освітянка. Авторка багатьох дитячих книг, які стали класикою ізраїльської літератури.

## Біографія
Анна Міріам Рот (івр. אנה מרים רות) народилася 1910 року в сім'ї Гелли (івр. הלה) та Яакова (івр. יעקב) Ротів. Вона народилася в австро-угорському місті Ерсекуйвар (тепер — Нове-Замки), де основною мовою на той час була угорська, яке згодом увійшло до складу Чехословаччини, а потім Словаччини. Її батько, який воював у Першій світовій війні, був директором міської єврейської початкової школи. Вона вивчала психологію та здобула ступінь бакалавра з педагогіки та природничих наук в Університеті Масарика.
Змалку Рот була членкинею молодіжного руху соціалістів-сіоністів Гашомер Гацаїр. 1931 року вона іммігрувала до Палестини без сім'ї. Там вона вчилася у педагогічному коледжі «Семінар ГаКіббуцім» (івр. סמינר הקיבוצים) в Тель-Авіві та в Єврейському університеті в Єрусалимі. 1937 року Рот стала однією із засновниць кібуца Шаар ГаҐолан, в тодішній підмандатній Палестині, там вона працювала вихователькою в дитячому садку і жила протягом багатьох років.
Під час Голокосту її батьків, двох сестер і двох племінниць, які все ще перебували в Європі, відправили в Освенцім, ніхто із них не вижив. Під час війни в Палестині 1947—1949 років сирійська армія захопила її кібуц, і, як вона згадувала: «араби спалили Шаар ГаҐолан, тож мій особистий архів згорів, і я втратила всі листи та сімейні фото, які отримала».
1960 року Рот поїхала до Нью-Йорка, щоб вчитись у педагогічному коледжі «Банк Стріт» (англ. Bank Street College of Education), а пізніше вона здобула ступінь магістра в галузі освіти в педагогічному коледжі Колумбійського університету в Нью-Йорку, а також ступінь магістра педагогіки в Сіті Коледжі Нью-Йорка.
Рот була одружена з Песахом Іврі (івр. פסח עברי), який помер 1978 року. У них було троє синів, 14 онуків та 18 правнуків. Її середній син Адам Іврі живе в Шаарі ГаҐолані. 1991 року її молодший син Яаков, 45-річний батько чотирьох дітей, потонув під час дайвінгу на Синаї. Їхній старший син Ейтан помер від серцевого нападу 2001 року.
2005 року вона возз'єдналася з давно втраченою родичкою. Її двоюрідний брат Альфред (Алі) Аладар Нойвальд, який пережив Голокост, втратив зв'язок з Рот, але його дочка Рут Нойвальд Фалькон, режисерка документальних фільмів у Сієтлі, через пошук у комп'ютерній базі даних єрусалимського Яд Вашем дізналася, що сім'я її матері померла в Освенцімі, але також виявила інформацію про Рот.

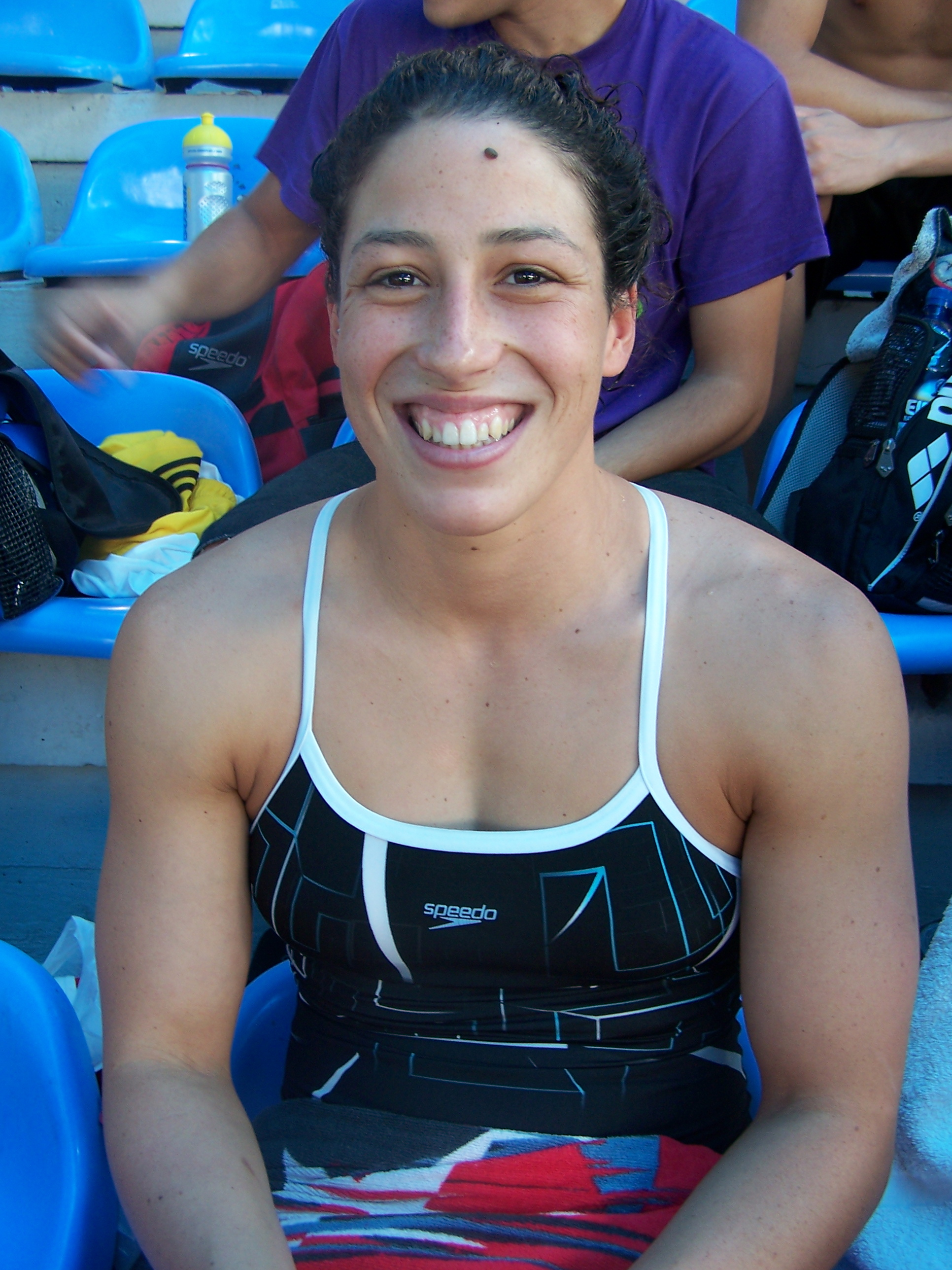
Правнучка Рот — Аміт Іврі, олімпійська плавчиня

Її правнучка, Аміт Іврі, є ізраїльською олімпійською плавчинею, чемпіонкою Ігор Маккабія та національною рекордсменкою.
Рот померла від пневмонії 13 листопада 2005 року в кібуці Шаар-ГаҐолан у віці 95 років.

## Педагогічна кар'єра
Рот викладала дошкільну освіту та дитячу літературу вихователям дитячих садків у коледжі Оранім до свого сімдесятиріччя, а також навчала вчителів та викладала дитячу літературу в педагогічному коледжі «Семінар ГаКіббуцім». Вона також є авторкою підручників із виховання в дитячих садках, Рот читала лекції та публікувала статті про освіту та дитячу літературу. Рот вважала, що освітяни мають бути відповідальними за видання й просування дитячих книжок. Протягом багатьох років вона складала й публікувала списки рекомендованої літератури для маленьких дітей.

Вона написала такі книжки, як «Дошкільний метод» (івр. תורת הגן) (1956), «Дитина і ти» (івр. הילד ואתה) (1958), «Література для зовсім маленьких» (івр. ספרות לגיל הרך) (1969). Вона була головною вихователькою в об'єднанні «Кіббуц Арці» руху Гашомер Гацаїр (івр. גננת הראשית של הקיבוץ הארצי), 1958 року вона радила батькам слідувати порадам професійних педагогів:

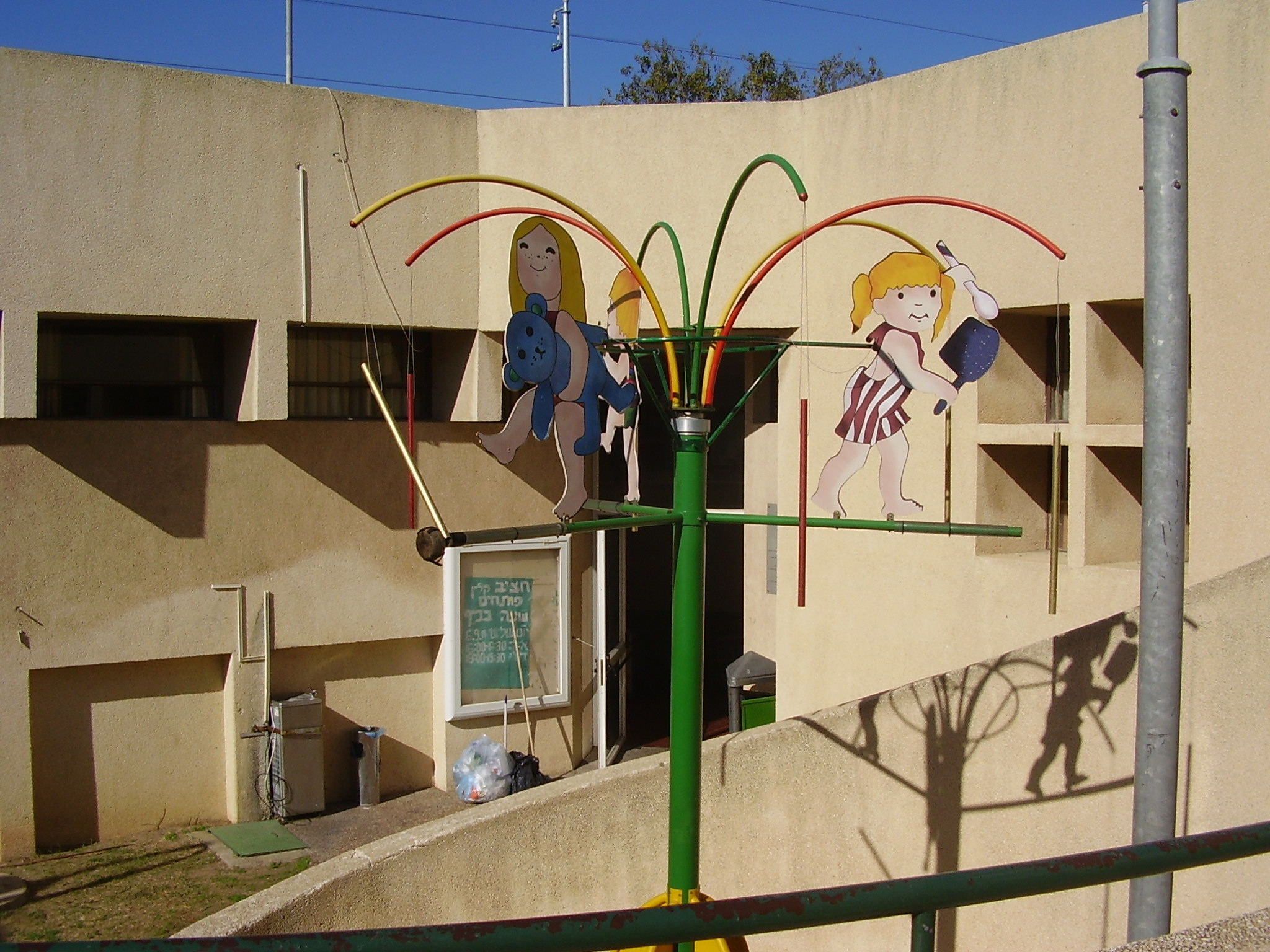
Флюгер із персонажами з книги Рот «Гаряча кукурудза» у Холоні

«Багато батьків не знають як поводитися з дітьми. Вони не вивчали закономірностей, які регулюють розвиток дитини, і не знайомі з її потребами. Здається, що „батьківство“ теж є професією, якій потрібно навчати»

## Літературна кар'єра
Рот видала 23 книги для дітей івритом, багато з яких стали бестселерами, та 6 книг про освіту й дитячу літературу. Вона почала писати порівняно пізно. До популярних літературних книжок Ізраїлю належать її перша дитяча книжка «Казка про п'ять повітряних куль» (івр. מעשה בחמישה בלונים) (1974), «Чобітки» (івр. מגפיים) (1975), «Будинок Яель» (івр. הבית של יעל) (1977), «Гаряча кукурудза» (івр. תירס חם) (1978), «Бабусине пальто» (івр. המעיל של סבתא) (1981), «Шон не хоче спати» (івр. שון לא רוצה לישון) (1993), «Їжачок Поді» (івр. פודי הקיפוד) (1994) та її 22-а книга «Розгублений Юваль» (івр. יובל המבולבל) (2000).
На «Казку про п'ять повітряних куль» її надихнув її власний досвід втішення дітей, після того як повітряні кулі, які вона їм приносила, врешті-решт лускали. Рот була революціонеркою, оскільки вона створила новий літературний жанр, орієнтований на емоції та переживання дітей, а не на колективні теми.

Філософія Рот полягала в тому, що:
«Чудова література виховує. Не за латаною мораллю, та тим, щоб посварити „освітнім“ пальцем. Те, що робить її „освітньою“ — це її глибокий людський зміст, запропонований у чудовій художній формі. Діти отримують урок з чужої долі, розширюють своє бачення світу, вдосконалюють свою мову, збагачують свою здатність висловлюватися та вдосконалюють свою здатність до морального судження»

## Визнання та нагороди
В ізраїльському місті Холон у районі Тель-Ґіборім встановлена скульптура величезного кукурудзяного качана поруч із флюгером із фігурками персонажів за книгою Рот «Гаряча кукурудза».
Рот отримала премію Зеева за життєві досягнення в 1990 році, нагороду ЮНІСЕФ (за «Казку про п'ять повітряних куль») 1998 року та премію Бяліка в 2002 році.

## Виноски
1. ↑  Bibliothèque nationale de France BNF: платформа відкритих даних — 2011.
2. 1 2  Geni.com database on Miriam Ivry (Roth). Архів оригіналу за 18 липня 2018. Процитовано 21 березня 2021.
3. 1 2 3 4 5 6 7 8 9 10 11  Karpel, Dalia (10 грудня 2003). The age of sweetness Israel News. Haaretz. Архів оригіналу за 16 листопада 2013. Процитовано 25 жовтня 2013.
4. 1 2 3 4 5 6 7 8 9 10  Halkin, Talya (13 листопада 2005). Children's writer Miriam Roth dies. Jerusalem Post. Архів оригіналу за 29 червня 2018. Процитовано 23 жовтня 2013.
5. 1 2 3 4 5 6 7 8  Ashkenazi, Eli (14 листопада 2005). Miriam Roth, prize-winning author of classic children's books, dies at 95. Haaretz. Архів оригіналу за 17 листопада 2013. Процитовано 23 жовтня 2013.
6. 1 2 3 4 5 6  Miriam Roth. Ithl.org.il. Архів оригіналу за 29 жовтня 2013. Процитовано 24 жовтня 2013.
7. 1 2 3  Shots across the bow Israel News. Haaretz. 18 грудня 2003. Архів оригіналу за 16 листопада 2013. Процитовано 25 жовтня 2013.
8. ↑  Adam Dickter (17 лютого 2005). Reunited via the Web. Jewishfederations.org. Архів оригіналу за 29 жовтня 2013. Процитовано 20 лютого 2016.
9. ↑  Giving an identity to Holocaust's fallen. NBC News. 26 січня 2005. Архів оригіналу за 6 липня 2017. Процитовано 24 жовтня 2013.
10. ↑  Geni.com database on Ruth Neuwald Falcon. Архів оригіналу за 18 листопада 2018. Процитовано 21 березня 2021.
11. ↑  Ben, Tal (4 червня 2012). Swimming/ London 2012 /'The Olympic Games? Just another important tournament'. Haaretz. Архів оригіналу за 16 листопада 2013. Процитовано 22 жовтня 2013.
12. 1 2 3  Yael Darr. Discontent from Within: Hidden Dissent Against Communal Upbringing in Kibbutz Children's Literature of the 1940s & 1950s (PDF). humanities.tau.ac.il. Архів оригіналу (PDF) за 29 жовтня 2013. Процитовано 24 жовтня 2013.
13. ↑  Ilani, Ofri (12 серпня 2008). Bringing the bedtime book to newest Israelis. Haaretz. Архів оригіналу за 16 листопада 2013. Процитовано 24 жовтня 2013.
14. ↑  Children's Literature in Hebrew. Jewish Women's Archive. Архів оригіналу за 4 березня 2016. Процитовано 25 жовтня 2013.
15. ↑  Hebrew Children's Literature & the Adult Learner of Hebrew. Hebrew With Halabe. Архів оригіналу за 29 жовтня 2013. Процитовано 25 жовтня 2013.
16. ↑  Holon City – Story Gardens and Unique Parks & Gardens. Holon.muni.il. Архів оригіналу за 19 жовтня 2013. Процитовано 24 жовтня 2013.